# Gaudechart
Gaudechart est une commune française située dans le département de l'Oise, en région Hauts-de-France.

## Géographie

### Description
Gaudechart est située à proximité de l'ancienne route nationale 1 (RN 1). Par la route, le village se trouve à 6 km de Grandvilliers et 24 km de Beauvais.

### Communes limitrophes
| Thieuloy-Saint-Antoine |                    | Grez       |
| Saint-Maur             | Gaudechart         | Prévillers |
|                        | Fontaine-Lavaganne | Rothois    |

### Hydrographie
La commune est traversée par la ligne de partage des eaux entre les bassins hydrographiques Artois-Picardie et Seine-Normandie. Elle n'est drainée par aucun cours d'eau.

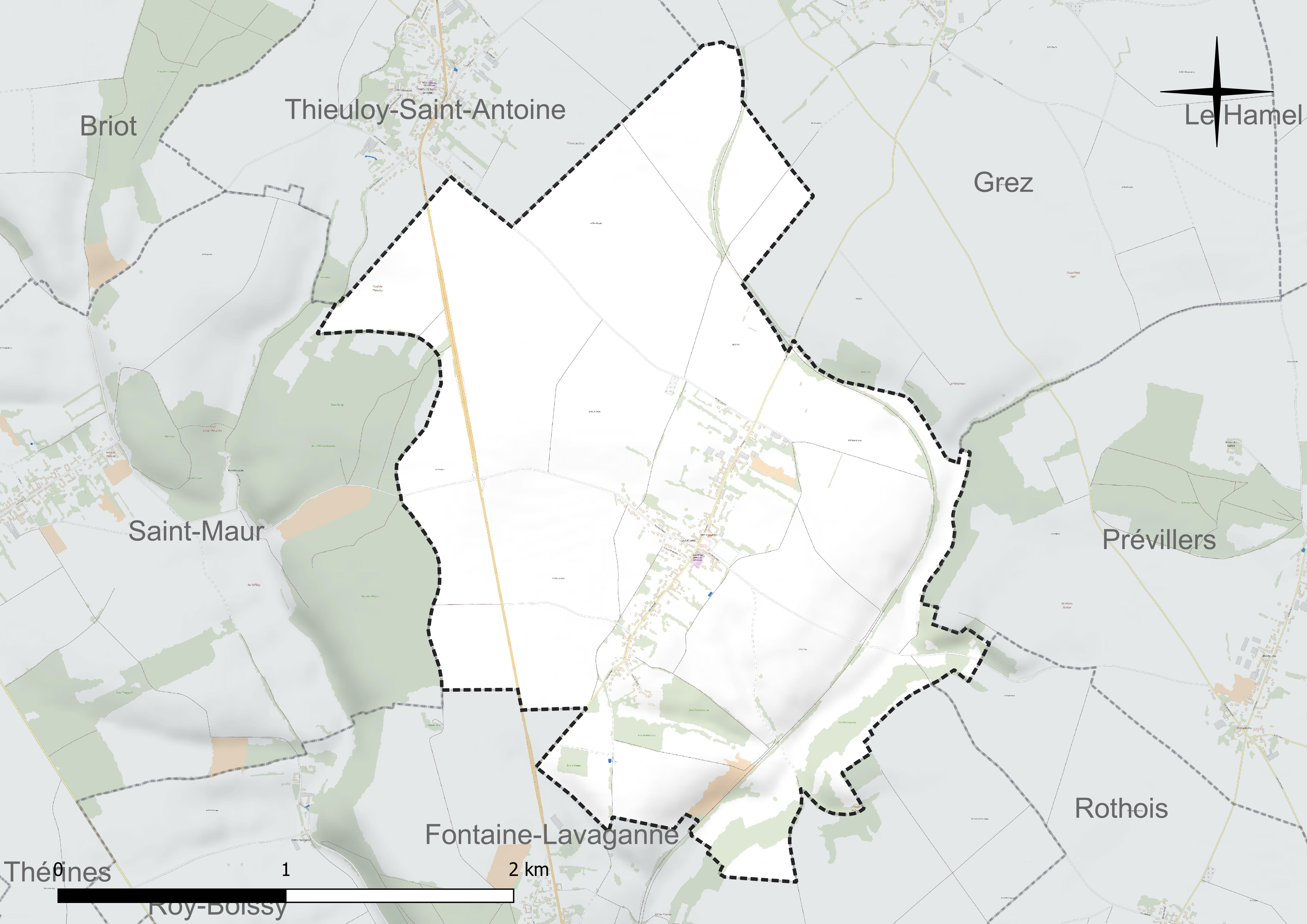
Réseau hydrographique de Gaudechart.

### Climat
Pour des articles plus généraux, voir Climat des Hauts-de-France et Climat de l'Oise.
En 2010, le climat de la commune est de type climat océanique dégradé des plaines du Centre et du Nord, selon une étude du CNRS s'appuyant sur une série de données couvrant la période 1971-2000. En 2020, Météo-France publie une typologie des climats de la France métropolitaine dans laquelle la commune est exposée à un climat océanique et est dans une zone de transition entre les régions climatiques « Nord-est du bassin Parisien » et « Côtes de la Manche orientale ». 
Pour la période 1971-2000, la température annuelle moyenne est de 9,9 °C, avec une amplitude thermique annuelle de 14,1 °C. Le cumul annuel moyen de précipitations est de 817 mm, avec 12,1 jours de précipitations en janvier et 8,4 jours en juillet. Pour la période 1991-2020, la température moyenne annuelle observée sur la station météorologique la plus proche, située sur la commune de Saint-Arnoult à 10 km à vol d'oiseau, est de 10,4 °C et le cumul annuel moyen de précipitations est de 797,2 mm,. Pour l'avenir, les paramètres climatiques de la commune estimés pour 2050 selon différents scénarios d'émission de gaz à effet de serre sont consultables sur un site dédié publié par Météo-France en novembre 2022.

## Urbanisme

### Typologie
Au 1er janvier 2024, Gaudechart est catégorisée commune rurale à habitat dispersé, selon la nouvelle grille communale de densité à sept niveaux définie par l'Insee en 2022.
Elle est située hors unité urbaine. Par ailleurs la commune fait partie de l'aire d'attraction de Beauvais, dont elle est une commune de la couronne,. Cette aire, qui regroupe 162 communes, est catégorisée dans les aires de 50 000 à moins de 200 000 habitants,.

### Occupation des sols
L'occupation des sols de la commune, telle qu'elle ressort de la base de données européenne d'occupation biophysique des sols Corine Land Cover (CLC), est marquée par l'importance des territoires agricoles (96,1 % en 2018), une proportion identique à celle de 1990 (96,1 %). La répartition détaillée en 2018 est la suivante : 
terres arables (80,4 %), zones agricoles hétérogènes (14,8 %), forêts (3,9 %), prairies (1 %). L'évolution de l'occupation des sols de la commune et de ses infrastructures peut être observée sur les différentes représentations cartographiques du territoire : la carte de Cassini (XVIIIe siècle), la carte d'état-major (1820-1866) et les cartes ou photos aériennes de l'IGN pour la période actuelle (1950 à aujourd'hui).

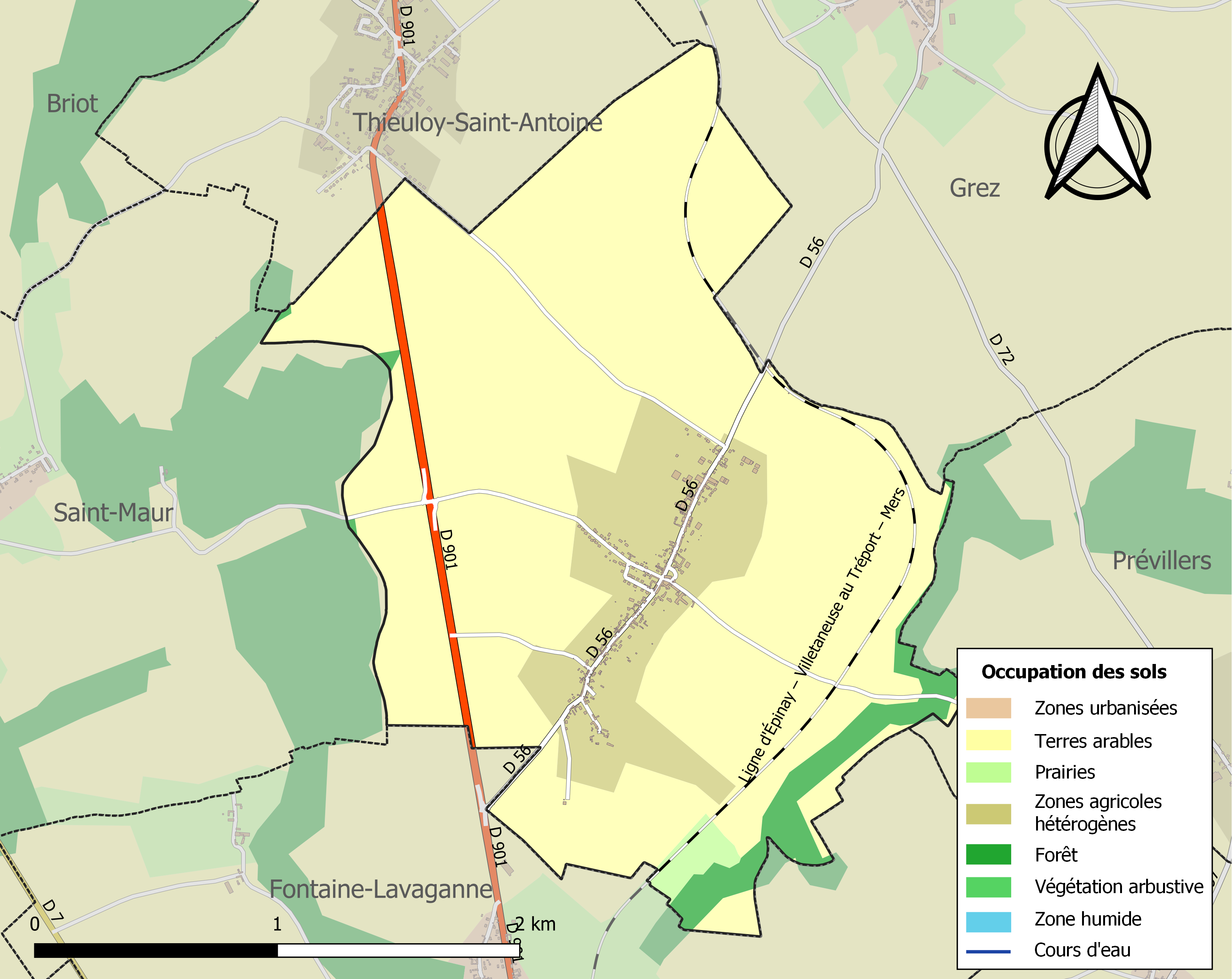
Carte des infrastructures et de l'occupation des sols de la commune en 2018 (CLC).

### Voies de communication et transports
Depuis la fermeture de la gare de Grez - Gaudechart, les habitants peuvent prendre le train à la gare de Grandvilliers desservie par des trains TER Hauts-de-France qui effectuent des missions entre Beauvais et Le Tréport - Mers.
La commune est desservie, en 2023, par les lignes 612, 6103, 6104, 6113, 6124 et 6152 du réseau interurbain de l'Oise.

## Toponymie
Le nom de la localité est attesté sous les formes terram de Gohout essart (1157) ; Goholt essart (1169) ; Gotestessart (1169) ; Gohoutessart (1171) ; Godechart (1177) ; Guillelmus Gaudachardi (1191) ; in territorio de Gohotessart (XIIe) ; Gohontessart (1210) ; Gehoutessart (1210) ; Ghehoudessart (1219) ; Gahouldechart (1225) ; Gaudessart (1241) ; Gotechart (1243) ; Godessart (1264) ; Gonteschart (1265) ; Gaoudechart (1278) ; Godeschart le petit (1280) ; Gautessart (1308) ; Gaudechart (1337) ; Godichart (1356) ; Guodechart (1373) ; Goudechart (XIVe) ; Godechart (1423) ; Godeshart (1454) ; Gaudechart le petit (1472) ; Godehart (1517) ; Gudechart (1517) ; villaige de Godessar (1557) ; Anthoinette de Godessart (1557).

Ce toponyme remonte au haut Moyen Âge ou au plus tard au XIe siècle. De gaud (forme francisée du germanique wald), qui a signifié « bois, forêt », et de sart (défriché), il désigne la « forêt essartée » (essart de la forêt),.

## Histoire

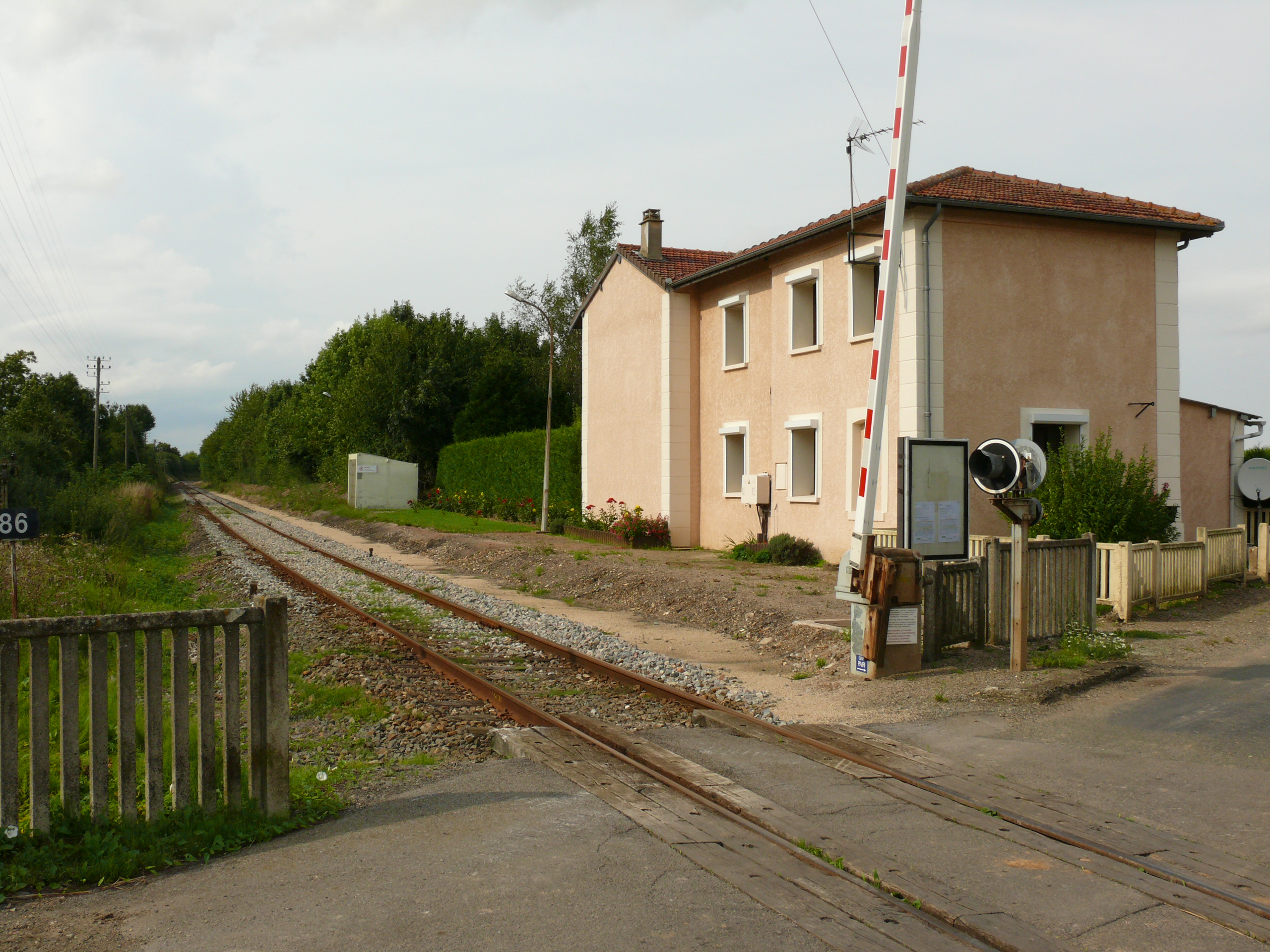
L'ancienne gare de Grez - Gaudechart.

Le village a été desservi de 1875 à 2007 par la gare de Grez - Gaudechart, située sur la Ligne d'Épinay - Villetaneuse au Tréport - Mers.

## Politique et administration

### Politique locale
À la suite de dissensions au sein du conseil municipal, le maire Charles Chauchat a démissionné en 2009, démission acceptée par le préfet de l'Oise le 14 octobre 2009. D'autres élus ayant également démissionné, des élections municipales partielles eurent lieu le 15 novembre 2009, ce qui permit au conseil, redevenu complet avec six nouveaux élus, d'élire son  nouveau maire,, Fabienne Cuvelier. Celle-ci a été réélue maire pour la mandature 2020-2026, ainsi que présidente de l'intercommunalité.

### Liste des maires
| Période                                  | Période                       | Identité          | Étiquette | Qualité                                                                                                |
| ---------------------------------------- | ----------------------------- | ----------------- | --------- | --- |
| Les données manquantes sont à compléter. |                               |                   |           | |
| mars 2001                                | 2008                          | Roger Gauvin      |           | |
| mars 2008                                | 14 octobre 2009               | Charles Chauchat  |           | Démissionnaire                                                                                         |
| novembre 2009                            | En cours (au 13 juillet 2020) | Fabienne Cuvelier |           | Directrice d'école Présidente de la CC de la Picardie Verte (2020 → ) Réélue pour le mandat 2020-2026, |

## Population et société

### Démographie

#### Évolution démographique
L'évolution du nombre d'habitants est connue à travers les recensements de la population effectués dans la commune depuis 1793. Pour les communes de moins de 10 000 habitants, une enquête de recensement portant sur toute la population est réalisée tous les cinq ans, les populations de référence des années intermédiaires étant quant à elles estimées par interpolation ou extrapolation. Pour la commune, le premier recensement exhaustif entrant dans le cadre du nouveau dispositif a été réalisé en 2008.

En 2022, la commune comptait 346 habitants, en évolution de −7,49 % par rapport à 2016 (Oise : +0,87 %, France hors Mayotte : +2,11 %).
| 1793 | 1800 | 1806 | 1821 | 1831 | 1836 | 1841 | 1846 | 1851 |
| ---- | ---- | ---- | ---- | ---- | ---- | ---- | ---- | ---- |
| 549  | 513  | 622  | 513  | 523  | 496  | 489  | 475  | 431  |

| 1856 | 1861 | 1866 | 1872 | 1876 | 1881 | 1886 | 1891 | 1896 |
| ---- | ---- | ---- | ---- | ---- | ---- | ---- | ---- | ---- |
| 440  | 479  | 454  | 444  | 433  | 391  | 405  | 387  | 373  |

| 1901 | 1906 | 1911 | 1921 | 1926 | 1931 | 1936 | 1946 | 1954 |
| ---- | ---- | ---- | ---- | ---- | ---- | ---- | ---- | ---- |
| 355  | 321  | 321  | 330  | 322  | 302  | 293  | 275  | 263  |

| 1962 | 1968 | 1975 | 1982 | 1990 | 1999 | 2006 | 2008 | 2013 |
| ---- | ---- | ---- | ---- | ---- | ---- | ---- | ---- | ---- |
| 275  | 275  | 221  | 257  | 276  | 283  | 326  | 338  | 353  |

| 2018 | 2022 | - | - | - | - | - | - | - |
| ---- | ---- | - | - | - | - | - | - | - |
| 347  | 346  | - | - | - | - | - | - | - |

#### Pyramide des âges
La population de la commune est relativement jeune.
En 2018, le taux de personnes d'un âge inférieur à 30 ans s'élève à 35,7 %, soit en dessous de la moyenne départementale (37,3 %). À l'inverse, le taux de personnes d'âge supérieur à 60 ans est de 21,9 % la même année, alors qu'il est de 22,8 % au niveau départemental.
En 2018, la commune comptait 170 hommes pour 177 femmes, soit un taux de 51,01 % de femmes, légèrement inférieur au taux départemental (51,11 %).
Les pyramides des âges de la commune et du département s'établissent comme suit.
| Hommes | Classe d’âge | Femmes |
| ------ | ------------ | ------ |
| 0,0    | 90 ou +      | 0,6    |
| 4,1    | 75-89 ans    | 6,2    |
| 17,6   | 60-74 ans    | 15,3   |
| 17,6   | 45-59 ans    | 16,4   |
| 28,2   | 30-44 ans    | 22,6   |
| 14,1   | 15-29 ans    | 15,3   |
| 18,2   | 0-14 ans     | 23,7   |

| Hommes | Classe d’âge | Femmes |
| ------ | ------------ | ------ |
| 0,5    | 90 ou +      | 1,4    |
| 5,5    | 75-89 ans    | 7,6    |
| 15,6   | 60-74 ans    | 16,3   |
| 20,8   | 45-59 ans    | 20     |
| 19,4   | 30-44 ans    | 19,4   |
| 17,6   | 15-29 ans    | 16,2   |
| 20,6   | 0-14 ans     | 19,1   |

## Culture locale et patrimoine

### Lieux et monuments
- Église Notre-Dame-de-la-Nativité datant du XVIe siècle.
- Couvent des sœurs de Saint-Joseph de Cluny.

### Héraldique
| Armes de Gaudechart | Les armes de Gaudechart se blasonnent ainsi : d'argent à neuf merlettes de gueules posées en orle. |

Armes de la famille de Gaudechard, branche des marquis de Querrieu : d'argent à 9 merlettes de gueules posées en orle, les tenants sont des anges, la couronne celle des marquis, et la devise : Vivit post funera virtus.